# Traditional Unionist Voice
Traditional Unionist Voice (dansk: Traditionel Unionistisk Stemme) er et nordirsk unionistisk politisk parti, som blev dannet i 2007 i protest imod, at Democratic Unionist Party havde accepteret at dele magten med Sinn Féin i Nordirland.

## Historie
Partiet blev dannet i december 2007 af europaparlamentariker Jim Allister, som havde forladt Democratic Unionist Party i marts af samme år, i protest imod at DUP havde accepteret St Andrews-aftalen, som betød, at DUP vil regere sammen med irsk-republikanske Sinn Féin som del af fredsprocessen i Nordirland. Partiet præsenterede sig som i modsætning til dele af Belfastaftalen, hovedsageligt af tidligere dømte paramilitære medlemmer blev løsladt.
Allister blev i 2011 valgt til Nordirlands lovgivende forsamling, dog han er den eneste medlem af partiet til at blive valgt hertil.

## Ideologi
Spørgsmålet om unionisme dominerer partiets politik. Partiet er nationalkonservativt, og på værdipolitik er modstandere af abort og homoseksuelle ægteskaber.

## Valgresultater
| Valg | Partileder   | Stemmer | %    | Pladser1 |
| ---- | ------------ | ------- | ---- | -------- |
| 2010 | Jim Allister | 26.300  | 3,9% | 0 / 18   |
| 2015 | Jim Allister | 16.538  | 2,3% | 0 / 18   |
| 2017 | Jim Allister | 3.282   | 0,4% | 0 / 18   |

Noter:
↑1 - Partiet var kun opstillet i valgkredse i Nordirland.
| Valg | Partileder   | Stemmer | %    | Pladser |
| ---- | ------------ | ------- | ---- | ------- |
| 2011 | Jim Allister | 16.480  | 2,5% | 1 / 108 |
| 2016 | Jim Allister | 23.776  | 3,4% | 1 / 108 |
| 2017 | Jim Allister | 20.523  | 2,6% | 1 / 90  |
| 2022 | Jim Allister | 65.788  | 7,6% | 1 / 90  |

| Valg | Partileder   | Stemmer | %     | Pladser |
| ---- | ------------ | ------- | ----- | ------- |
| 2009 | Jim Allister | 70.481  | 13,7% | 0 / 3   |
| 2014 | Jim Allister | 86.020  | 12,1% | 0 / 3   |
| 2019 | Jim Allister | 90.079  | 10,8% | 0 / 3   |